# Arturo Sandoval
Arturo Sandoval (* 6. listopadu 1949 Artemisa, Kuba) je kubánský jazzový trumpetista, klavírista a hudební skladatel. Vedle svých vlastních projektů spolupracoval s hudebníky, jako jsou Dizzy Gillespie, Alicia Keys, Herbie Hancock nebo Justin Timberlake.
V roce 1984 vystoupil v Praze a v roce 2011 v Českém Krumlově. Sedmnáctkrát byl nominován na cenu Grammy, z čehož devětkrát ji získal. Narodil se na Kubě, kde hrál v kapele Irakere, ale od roku 1990 žije v USA. V roce 2000 o něm byl natočen životopisný film Pro lásku či pro vlast: Příběh Artura Sandovala.